# Ernst Hinterseer
Ernst Hinterseer (* 27. Februar 1932 in Kitzbühel) ist ein ehemaliger österreichischer Skirennläufer und Alpinskitrainer. Er gehörte von 1954 bis 1960 dem Nationalkader des Österreichischen Skiverbandes an und wurde 1960 Olympiasieger im Slalom.

## Biografie
Hinterseer wuchs als Sohn eines Bauern in Kitzbühel auf. Nach Ende des Zweiten Weltkrieges begann er eine Lehre als Zimmerer, 1946 wurde er Mitglied im Kitzbüheler Ski Club. Nachdem sich bei nationalen Nachwuchsrennen erste Erfolge zeigten, beendete er seine Lehre, um sich ganz dem Skisport zu widmen.
1953 feierte er mit dem Abfahrtssieg am Wendelstein seinen ersten größeren Erfolg, ein Jahr später wurde er Österreichischer Meister im Riesenslalom. Damit wurde er in das österreichische Nationalteam aufgenommen und qualifizierte sich für die Weltmeisterschaften in Åre, wo er aber nur den 38. Platz im Slalom belegte.
Im Winter 1954/55 siegte Hinterseer bereits in zahlreichen Rennen, etwa in den Abfahrten, dem Slalom und der Kombination von Zermatt, im Slalom von Chamonix und den Riesenslaloms von Val-d’Isère und Sölden. Auch die nächste Saison begann mit guten Leistungen und er qualifizierte sich für die Olympischen Winterspiele 1956 in Cortina d’Ampezzo, wo er den sechsten Platz im Riesenslalom erreichte. Nach den Spielen gewann er Slalom und Kombination in Zermatt sowie die beiden Riesenslaloms und die Kombination der 3-Tre-Rennen auf der Marmolata.
Im folgenden Winter holte er im Jänner bei den bedeutenden Slalomrennen in Kitzbühel (Hahnenkammrennen) und Wengen (Lauberhornrennen) jeweils den zweiten Platz, im Laufe der Saison konnte er sich weiter steigern und gewann insgesamt zehn Bewerbe, darunter die Slaloms von Semmering und Zermatt oder den Riesenslalom von Courchevel.
Die Saison 1957/58 begann nicht ganz so gut und Hinterseer qualifizierte sich nur im Slalom für die Weltmeisterschaften in Bad Gastein, wo er aber bereits im ersten Lauf ausfiel. Wenig später kam er am 5. März im Training zur Arlberg-Kandahar-Abfahrt in St. Anton schwer zu Sturz, erlitt einen Unterschenkelbruch und war aufgrund einer Embolie sogar kurzzeitig in Lebensgefahr. Im nächsten Winter konnte er nur allmählich wieder an frühere Leistungen anschließen und spezialisierte sich zunehmend auf die technischen Disziplinen.

### Olympiasieg, Karriere-Ende – Trainertätigkeiten
In der Saison 1959/60 fuhr Hinterseer in den ersten Wochen lediglich einmal auf das Podest, umso überraschender und unerwartet gelangen ihm dann im Februar bei den Olympischen Winterspielen 1960 in Squaw Valley seine größten Erfolge. Bereits im Riesenslalom kam er hinter dem Schweizer Roger Staub und dem Österreicher Josef Stiegler auf den dritten Platz und gewann damit seine erste Medaille bei Großereignissen. Drei Tage später krönte er seine Karriere mit dem Sieg im Slalom vor seinem Landsmann Mathias Leitner und dem Franzosen Charles Bozon, wobei er nach dem ersten Lauf nur auf Rang fünf gelegen war. Es war dies die einzige Goldmedaille von Österreichs Alpinen bei diesen Spielen. Hinterseer wurde zum großen Star und mit der Wahl zum Österreichischen Sportler des Jahres 1960 geehrt.
Unmittelbar nach den Olympischen Spielen beendete Hinterseer seine sportliche Karriere bei den Amateuren und wechselte zu den Profis, wo er 1963 den inoffiziellen Weltmeistertitel gewann. 1967 beendete er endgültig seine aktive Laufbahn und wurde Trainer. Zunächst betreute er seinen ältesten Sohn Hansi; von 1972 bis 1974 war er Techniktrainer beim ÖSV und von 1974 bis 1976 beim DSV.
Seine beiden jüngeren Söhne Ernst jun. und Guido wurden ebenfalls Skirennläufer; sein Enkel Lukas ist österreichischer Fußballnationalspieler.

## Erfolge

### Olympische Winterspiele
- Cortina d’Ampezzo 1956: 6. Riesenslalom
- Squaw Valley 1960: 1. Slalom, 3. Riesenslalom

### Weltmeisterschaften
- Åre 1954: 38. Slalom
- Cortina d’Ampezzo 1956: 6. Riesenslalom
- Squaw Valley 1960: 1. Slalom, 3. Riesenslalom

### Österreichische Meisterschaften
- Zweifacher Österreichischer Meister (Riesenslalom 1954, Kombination 1956)

## Auszeichnungen
- Österreichischer Sportler des Jahres 1960
- Goldenes Ehrenzeichen für Verdienste um die Republik Österreich (1997)